# Carlos Costa Pujol
Carlos Costa Pujol (Figueras, c. 1865-Figueras, 1926) fue un periodista, traductor y escritor español.

## Biografía
Habría nacido en la localidad gerundense de Figueras, en 1865 o en 1879, según la fuente. Llegó a ser redactor jefe del diario La Publicidad y también fue director de La Tribuna. También colaboró en La Aurora (1903). Fue traductor de obras dramáticas, junto a José María Jordá. Falleció, al parecer suicidándose, en Figueras el 7 de julio de 1926.